# Championnats d'Europe juniors de natation 2016
Navigation
Édition précédente Édition suivante
Les Championnats d'Europe juniors de natation 2016 se déroulent du 6 au 10 juillet 2016 à Hódmezővásárhely en Hongrie.